# Nils Karlsson
Nils Karlsson   (Mora, 25 de juny de 1917 - Mora, 16 de juny de 2012), també conegut com a Mora-Nisse, fou un esquiador de fons suec que va competir durant les dècades de 1940 i 1950.
El 1948 va prendre part en els Jocs Olímpics d'Hivern de Sankt Moritz, on disputà dues proves del programa d'esquí de fons. Guanyà la medalla d'or en la prova dels 50 quilòmetres, mentre en la dels 18 quilòmetres fou cinquè. Quatre anys més tard, als Jocs d'Oslo, va disputar novament les dues mateixes proves del programa d'esquí de fons. Fou cinquè en els 18 quilòmetres i sisè en els 50 quilòmetres.
En el seu palmarès també destaca una medalla de bronze al Campionat del Món d'esquí nòrdic i trenta-set campionats nacionals, disset d'ells en categoria individual. També guanyà nou edicions de la Vasaloppet (1943, 1945, 1946, 1947, 1948, 1949, 1950, 1951 i 1953) i dues edicions de la cursa de 50 quilòmetres al Festival d'esquí de Holmenkollen (1947 i 1951). Durant la seva carrera va participar en 256 curses, situant-se en les sis primeres posicions en 246 d'elles. El 1944 va rebre la medalla d'or Svenska Dagbladet i el 1952 la medalla Holmenkollen.
Un cop retirat passà a gestionar la Vasaloppet i entre 1954 i 1966 va entrenar l'equip nacional d'esquí de fons.